# 竹内ゆうか
竹内 ゆうか（たけうち ゆうか、1995年4月7日 – ）は、日本の女性声優。東京都出身。81プロデュース所属。旧芸名は竹内 優花（読み同じ）。

## 人物
趣味はフィルムカメラ、読書、食べ歩き。特技はバスケットボール、子守り。バスケットボールは小学2年生のときから7年間経験。
声優を中心とした3人制バスケットボールリーグ・SJ3.LEAGUEに初期から参加し、「Tweedia」に所属。同リーグの公式ラジオ番組『だからBもスキ〜バスケット・ビスケット〜』で、駒田航とともにパーソナリティを務める。学生時代のバスケットボール経験から7年間のブランクを経てのプレーとなったが、2019年10月の第3回公式戦で初優勝を飾った。

## 出演

### テレビアニメ
- orange[8]（2016年、女子生徒）
- ゆるキャン△ SEASON2（2021年、カフェ店員）
- 弱虫ペダル LIMIT BREAK（2022年、生徒）

### Webアニメ
- ふわっちょうんちょ ショートアニメ（2021年、デビルうんちょ、うんぎょブルー、にゃんちブルー、アナウンサー、JKうんちょ、うんちょクリームベリー）[9]
- モンポケ ショートアニメ（2025年、マネネ、モクロー）

### ゲーム
- De:Lithe Last Memories（2024年、香川フウカ[10]）
- 無期迷途（2025年、ジャスミン[11]）

### オーディオブック
- 六人の赤ずきんは今夜食べられる（2020年、紅茶ずきん[12]）
- 七星のスバル（2020年、比屋根 他）
- サキュバスアイドルの契約者 ボクっ娘サキュバスと秘密のルームシェア（2020年、朗読[13]）
- 熾界龍皇と極東の七柱特区（2021年、照日、エトナ[14]）

### ラジオ
※はインターネット配信。
- だからBもスキ〜バスケット・ビスケット〜（2018年 - 2020年、ラジオ日本）パーソナリティ[8]
- ぜったいBもスキ!〜バスケット・ビスケット〜（2020年、YouTube※）MC[15]

### その他コンテンツ
- 西武・電車フェスタ2019in武蔵丘車両検修場[8]
- 声優jrバスケ3x3 SJ3.LEAGUE
- 仙台アニメフェス[8]
- 第58回「〜声瞬〜81新ジュニア落語会」[8]
- としまDOKI DOKI防災フェス[8]